# Toplina isparavanja
Toplina isparavanja ili standardna entalpija isparavanja (ΔHv) količina je toplinske energije koja je potrebna jednom molu tekućine za prelazak u plin, odnosno količina toplinske energije koju ista količina plina oslobodi prilikom prelaska u tekuće agregatno stanje.
Temperatura pri kojoj tvar mijenja agregatno stanje zove se vrelište ili kapljište, ovisno o tome promatra li se tvar koja vrije ili se ukapljuje.
Toplina isparavanja se može promatrati kao energija potrebna da se svladaju kemijske veze u tekućini. Helij ima vrlo nisku toplinu isparivanja 0,0845 kJ/mol, a Van der Waalsove sile između atoma helija su izuzetno slabe. S druge strane, molekule u tekućoj vodi se drže zajedno s relativno jakim vodikovim vezama, pa je toplina isparavanja za vodu 40,65 kJ/mol i iznosi 5 puta više od energije potrebne da se voda zagrije od 0 °C to 100 °C (cp = 75,3 J K−1 mol−1).

## Odabrane veličine

### Uobičajene kemijske tvari
Toplina isparavanja za razne kemijske tvari, mjereno na temperaturama vrelišta.
| Kemijske tvari | Toplina isparavanja (kJ mol-1) | Toplina isparavanja (kJ kg−1) |
| -------------- | ------------------------------ | ----------------------------- |
| Amonijak       | 23,35                          | 1371                          |
| Butan          | 21,0                           | 320                           |
| Etanol         | 38,6                           | 841                           |
| Vodik          | 0,46                           | 451,9                         |
| Metan          | 8,19                           | 760                           |
| Metanol        | 35,3                           | 1104                          |
| Propan         | 15,7                           | 356                           |
| Fosfin         | 14,6                           | 429,4                         |
| Voda           | 40,65                          | 2257                          |

## Vanjske poveznice
- Kemijski rječnik: Toplina isparavanja